# کلاله‌شاخی
کلاله‌شاخی (نام علمی: Ceratostigma)، یا علف‌سربی، سرده‌ای از هشت گونه از گیاهان گل‌دار در خانواده بهمنیان، بومی مناطق معتدل استوایی تا گرمسیری آفریقا و آسیا است. نام‌های معمول با جنس علف‌سربی مشترک است.

## لغت‌شناسی
سراتواستیگما (Ceratostigma) از یونانی به معنای «کلاله شاخدار» مشتق شده است. این به «شکل سطح کلاله» اشاره دارد.

## شرح
گونه‌های کلاله‌شاخی گیاهان علفی گل‌دار، بوته‌های فرعی یا بوته‌های کوچکی هستند که به ارتفاع ۳۰ تا ۱۰۰ سانتی‌متر رشد می‌کنند. برگ‌ها به‌صورت مارپیچی، ساده، به طول ۱ تا ۹ سانتی‌متر، معمولاً با حاشیه کرک‌دار قرار گرفته‌اند. برخی از گونه‌ها همیشه‌سبز و برخی دیگر برگریز هستند. گل‌ها در گل‌آذین فشرده تولید می‌شوند که هر گل دارای یک تاج پنج لوب است. رنگ گل از آبی کم‌رنگ تا آبی تیره تا قرمز مایل به بنفش متغیر است. میوه کپسول کوچکی است که دارای یک بذر است.

## گونه‌های منتخب
- Ceratostigma abyssinicum (Hochst.) Schwein. & Asch.
- Ceratostigma griffithii C.B.Clarke
- Ceratostigma minus Stapf ex Prain
- Ceratostigma plumbaginoides (Bunge)
- Ceratostigma ulicinum Prain
- Ceratostigma willmottianum Stapf

## کشت و استفاده
گیاهان این جنس به‌دلیل رنگ گل اواخر تابستان و رنگ برگ پاییزی در باغ مورد توجه قرار می‌گیرند. گونه‌های زیر برنده جایزه شایستگی باغبانی انجمن سلطنتی باغبانی (تأیید شده در سال ۲۰۱۷) شده‌اند:
- C. plumbaginoides[۵]
- C. willmottianum[۳]
- C. willmottianum Forest Blue='Lice'[۶]